# 馬純岱
馬純岱（Phani Majumdar，1930年2月24日—1990年3月6日），印度電影導演和編劇。馬純岱曾在新加坡邵氏馬來亞製片廠工作，他執導并由巨星比·南利主演的馬來語電影《汉都亚》，在第7屆柏林國際電影節上獲得金熊獎提名。其後執導邵氏電影《风雨残梦》、《苦兒奇遇記》、《回春曲》、《馬來風月》、《大馬戲團》等。